# Houssem Bouharbit
 (avril 2021).
Si vous disposez d'ouvrages ou d'articles de référence ou si vous connaissez des sites web de qualité traitant du thème abordé ici, merci de compléter l'article en donnant les références utiles à sa vérifiabilité et en les liant à la section « Notes et références ».
Houssem Bouharbit est un footballeur algérien né le 17 juillet 1984 à Constantine. Il évolue au poste de milieu offensif au MO Constantine.

## Biographie
Madjid Saheb évolue en première division algérienne avec les clubs du MO Constantine et du CA Bordj Bou Arreridj. Il dispute 59 matchs en inscrivant 6 buts en Ligue 1.

## Palmarès
| CA Bordj Bou Arreridj - Coupe d'Algérie : - Finaliste : 2008-09. |  | AS Khroub - Championnat d'Algérie D2 : - Vice-champion : 2006-07. CA Batna - Championnat d'Algérie D2 : - Vice-champion : 2015-16. |